# 梅県区
梅県区（ばいけんく）は、中華人民共和国広東省梅州市に位置する市轄区。

## 歴史
南北朝時代、南朝斉により海陽県より程郷県が分割設置された。945年（乾和3年）に南漢はこの地に敬州を設置され、州治は程郷県に置かれた。971年（開宝4年）に北宋により敬州は梅州と改称された。
明代になると梅州が廃止されたが、1733年（雍正11年）に清により程郷県は嘉応直隷州に昇格した。
中華民国が成立すると1912年に州制の廃止と共に梅県が設置され、新中国成立まで沿襲された。
1979年に県級市の梅州市が成立、1983年には梅県と合併し梅県市が誕生した。1988年の梅県市廃止に伴い梅県と梅江区に分離した。
2013年11月に梅県は市轄区の梅県区に改編され現在に至る。

## 行政区画
下部に1街道、18鎮を管轄する
- 街道:新城街道
- 鎮:城東鎮、石扇鎮、梅西鎮、大坪鎮、石坑鎮、水車鎮、梅南鎮、丙村鎮、白渡鎮、松源鎮、隆文鎮、桃堯鎮、畲江鎮、雁洋鎮、松口鎮、南口鎮、程江鎮、扶大鎮

## 交通

### 鉄道

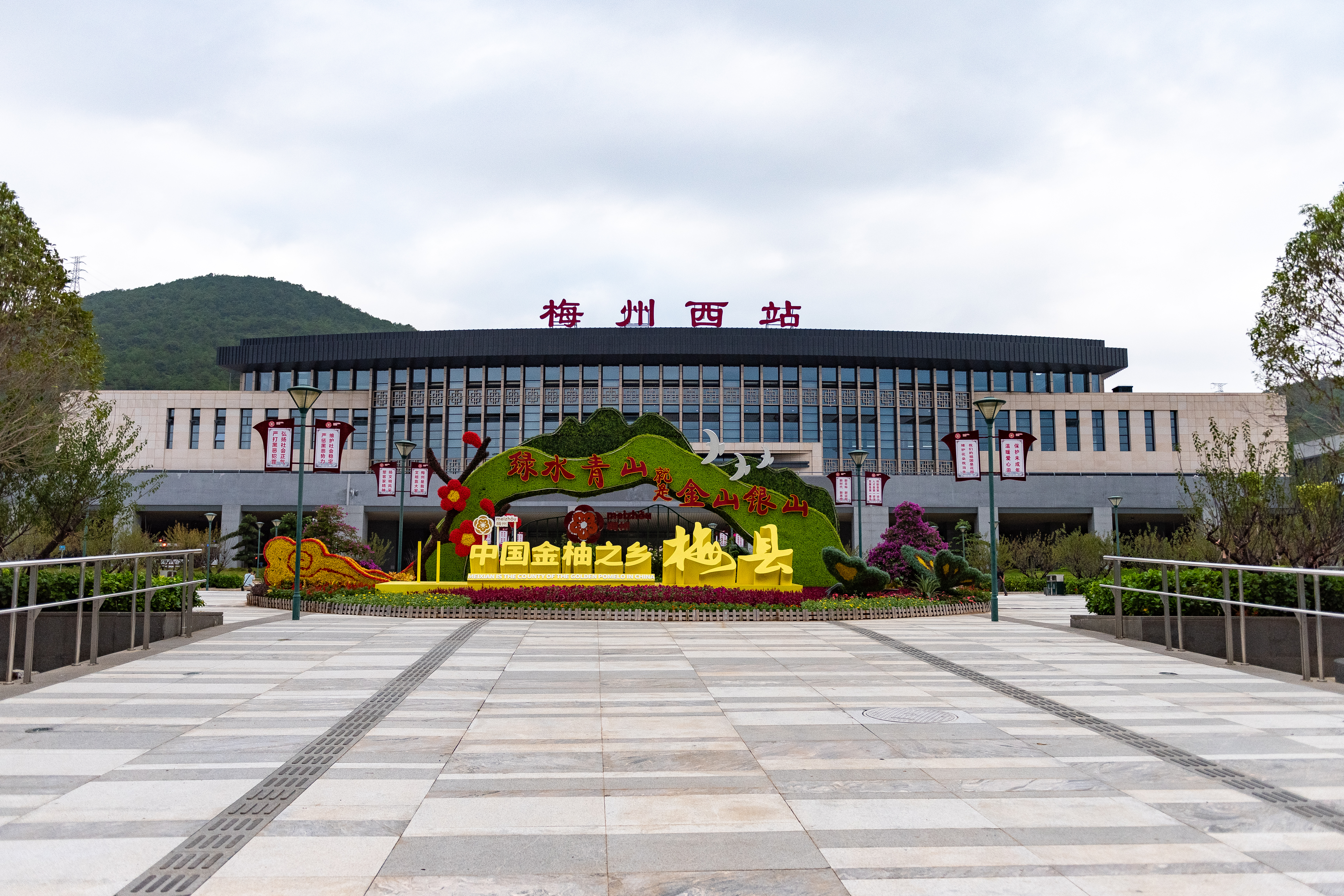
梅州西駅

- 竜竜高速鉄道（中国語版）
- 梅汕線（中国語版）
- 漳竜線（中国語版）
- 畲竜線（中国語版）

### 道路
- 高速道路
  - 長深高速道路
  - 済広高速道路
  - 汕昆高速道路
  - 梅竜高速道路
- 国道
  - G205国道
  - G206国道